# Maison Saint-Gabriel

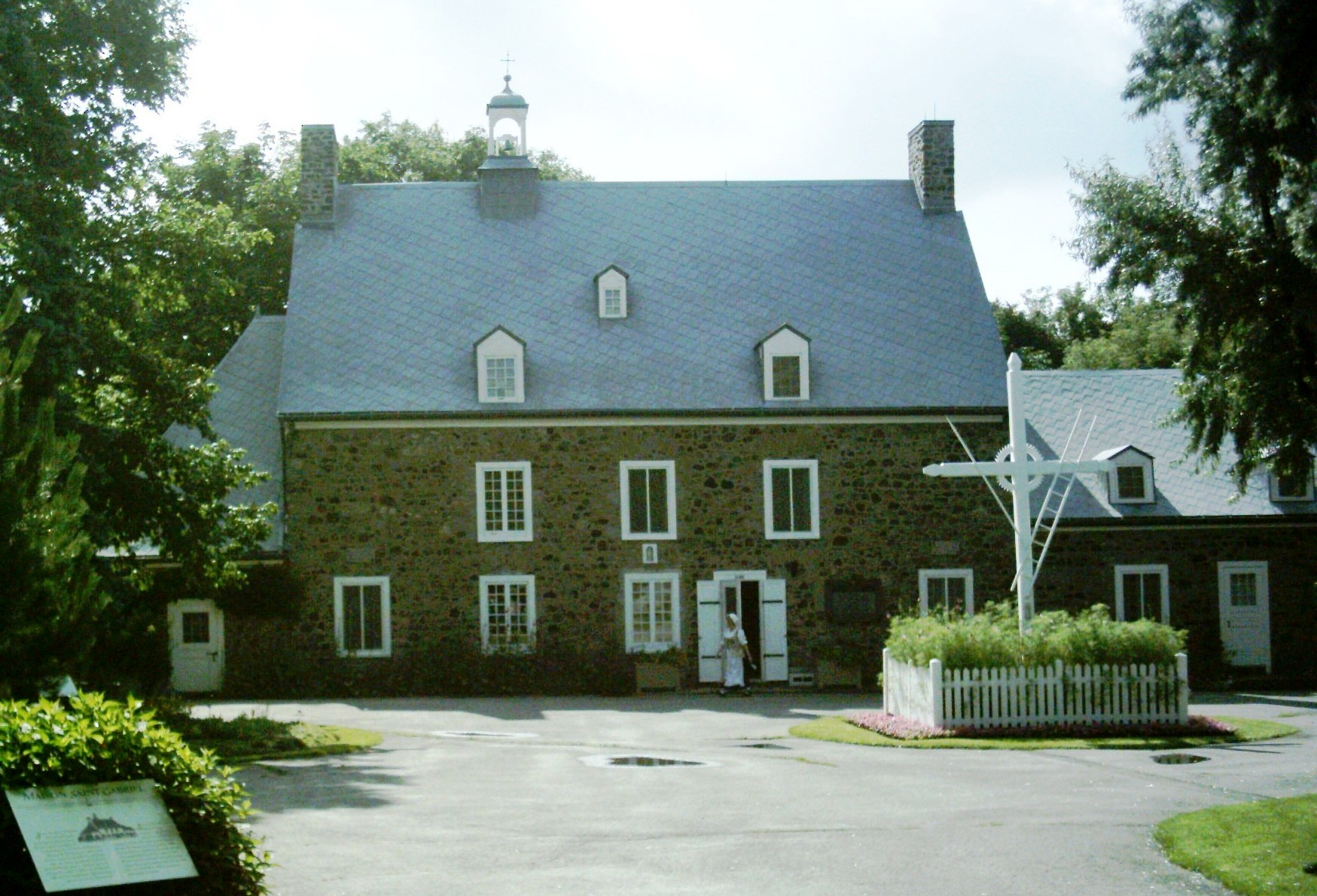
Maison Saint-Gabriel

Das Maison Saint-Gabriel ist ein historisches Gebäude in Montreal. Es befindet sich am Place Dublin im Arrondissement Le Sud-Ouest und ist das älteste erhalten gebliebene Bauernhaus auf der Île de Montréal. Das ca. 1660 errichtete Gebäude beherbergt ein Heimatmuseum. Es steht unter Denkmalschutz und ist seit 2007 ein National Historic Site.

## Geschichte

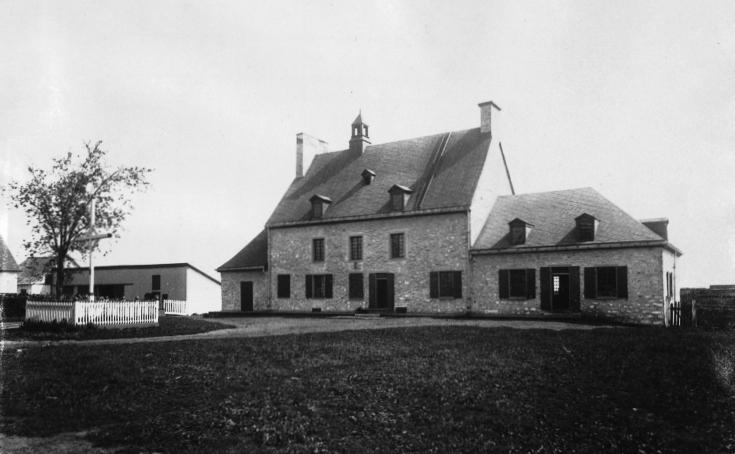
Ansicht im Jahr 1895

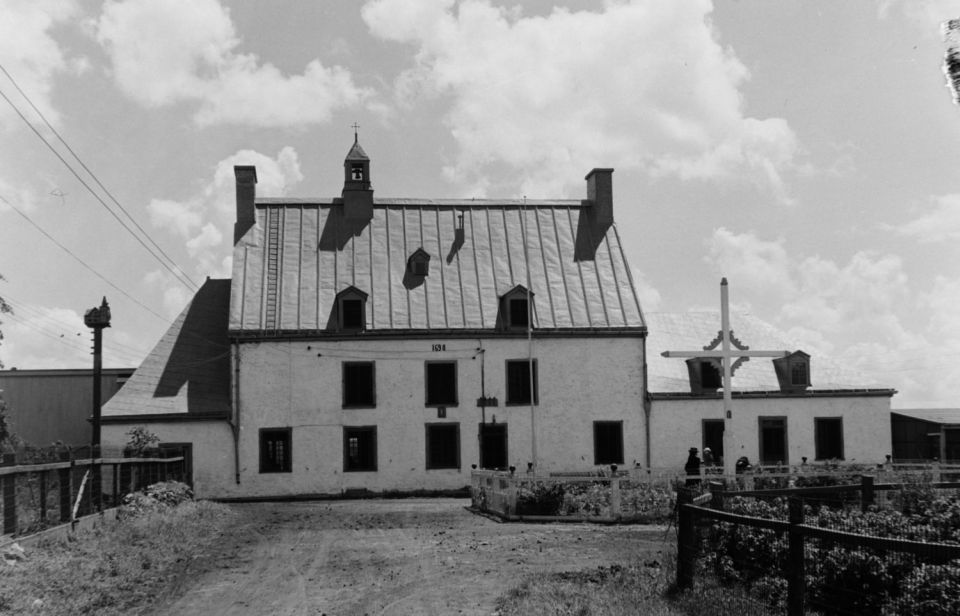
Ansicht im Jahr 1939

François Le Ber errichtete das Haus um 1660 und verkaufte es im Jahr 1668 an die Congrégation de Notre-Dame de Montréal. Diese von Marguerite Bourgeoys gegründete Ordensgemeinschaft richtete daraufhin einen landwirtschaftlichen Betrieb ein. Bis 1673 wurden hier die „Töchter des Königs“ (filles du Roi) aufgenommen – ledige Frauen, die auf Staatskosten nach Neufrankreich entsandt worden waren, um mit ansässigen Siedlern verheiratet zu werden. Vorübergehend diente das Haus auch als Nähstube und Schule. Ein Brand zerstörte 1693 das Gebäude zum größten Teil, fünf Jahre später wurde es unter Verwendung der ursprünglichen Grundmauern wieder aufgebaut.
Zu Beginn des 19. Jahrhunderts bewirtschafteten die Ordensschwestern eine Fläche von rund 70 Hektar. Die Erzeugnisse nutzte der Orden für sich selbst oder für zahlreiche von ihm betriebene Wohlfahrtseinrichtungen. Nach der Eröffnung des nahe gelegenen Lachine-Kanals prägten zunehmend Industriebauten die Gegend. Die genutzte Fläche verringerte sich sukzessive, bis der Orden schließlich im Jahr 1960 den landwirtschaftlichen Betrieb einstellte. Die Kulturgüterkommission der Provinz Québec stellte 1965 das Gebäude und die angrenzende Scheune unter Denkmalschutz. 1966 wurde das Heimatmuseum eröffnet.

## Bauwerk und Museum
Das Maison Saint-Gabriel ist ein seltenes Beispiel ländlicher französischer Architektur in Montreal. Es verfügt über dicke Mauern, zusammengesetzt aus roh behauenen Feldsteinen. Die wenigen Fenster sind unregelmäßig und asymmetrisch angeordnet. Das primäre Anliegen war es, die verschiedenen Räume angemessen zu erhellen, während die architektonische Form nur von untergeordneter Bedeutung war. Typisch für diese aus der Normandie und der Bretagne übernommene Bauweise ist auch das steile Satteldach ohne Unterstand.
Im Museum wird die Lebensweise der frühen französischen Siedler präsentiert. Die Sammlung umfasst über 15.000 Objekte. Dazu gehören Haushaltsgeräte, Kleider, Bücher, Möbel, Werkzeuge und kunsthandwerkliche Erzeugnisse. Wechselausstellungen befassen sich mit Teilaspekten der Siedlerkultur.